# Geraint Watkins
Geraint Meurig Vaughan Watkins (Abertridwr, 5 febbraio 1951) è un polistrumentista e cantautore britannico.

## Discografia
- 1979 – Geraint Watkins & the Dominators
- 1997 – Bold as Love
- 1998 – Dick Lovejoy's Original Southside United Volume 1
- 2001 – The Official Bootleg
- 2001 – The Bootleg after the Bootleg
- 2004 – Dial "W" for Watkins
- 2008 – In a Bad Mood